# Afrikaspiele 2011/Badminton
Badminton wurde bei den Afrikaspielen 2011 vom 6. bis 12. September 2011 in Maputo gespielt.

## Medaillengewinner
| Disziplin    | Gold | Silber | Bronze                                                                                                  |
| ------------ | --- | --- | --- |
| Herreneinzel | Jacob Maliekal | Edwin Ekiring | Jinkan Ifraimu                                                                                          |
| Herreneinzel | Jacob Maliekal | Edwin Ekiring | Ola Fagbemi                                                                                             |
| Dameneinzel  | Susan Ideh | Grace Gabriel | Maria Braimoh                                                                                           |
| Dameneinzel  | Susan Ideh | Grace Gabriel | Stacey Doubell                                                                                          |
| Herrendoppel | Ola Fagbemi Jinkan Ifraimu | Willem Viljoen Dorian James | Georgie Cupidon Steve Malcouzane                                                                        |
| Herrendoppel | Ola Fagbemi Jinkan Ifraimu | Willem Viljoen Dorian James | Solomon Mensah Nyarko Daniel Sam                                                                        |
| Damendoppel  | Stacey Doubell Annari Viljoen | Cynthia Course Alisen Camille | Karen Foo Kune Priscilla Vinayagam Pillay                                                               |
| Damendoppel  | Stacey Doubell Annari Viljoen | Cynthia Course Alisen Camille | Grace Daniel Fatima Azeez                                                                               |
| Mixed        | Willem Viljoen Annari Viljoen | Georgie Cupidon Alisen Camille | Ibrahim Adamu Grace Daniel                                                                              |
| Mixed        | Willem Viljoen Annari Viljoen | Georgie Cupidon Alisen Camille | Enrico James Stacey Doubell                                                                             |
| Mannschaft   | Nigeria Jinkan Ifraimu Ibrahim Adamu Ola Fagbemi Joseph Abah Eneojo Susan Ideh Maria Braimoh Grace Daniel Fatima Azeez Victor Makanju | Südafrika Jacob Maliekal Kerry-Lee Harrington Enrico James Roelof Dednam Dorian James Stacey Doubell Annari Viljoen Willem Viljoen | Seychellen Georgie Cupidon Steve Malcouzane Alisen Camille Karen Foo Kune Cynthia Course                |
| Mannschaft   | Nigeria Jinkan Ifraimu Ibrahim Adamu Ola Fagbemi Joseph Abah Eneojo Susan Ideh Maria Braimoh Grace Daniel Fatima Azeez Victor Makanju | Südafrika Jacob Maliekal Kerry-Lee Harrington Enrico James Roelof Dednam Dorian James Stacey Doubell Annari Viljoen Willem Viljoen | Mauritius Deeneshsing Baboolall Christopher Paul Karen Foo Kune Priscilla Vinayagam Pillay Yoni Louison |

## Ergebnisse

### Herreneinzel
- Christopher Paul –  Ngonidzashe Mhinda: 21-10 / 21-11
- Denneshsing Baboolall –  Bukasa Harmen Tshibangu: 21-1 / 21-2
- Daniel Aryee –  Bulaya John Kisimba: 21-4 / 21-5
- Ibraimo Mussagy –  Wilson Tukire: 21-16 / 21-12
- Adel Hamek –  Ermiyas Tamrat Degefe: 21-13 / 21-15
- Enrico James –  Neeresh Ramtohul: 21-16 / 21-15
- Kervin Ghislain –  Kelly Jordan Oyou: 21-6 / 21-14
- Matheri Joseph Githitu –  Armando Jose Monteiro Inharugue: 21-14 / 21-15
- Gaone Tawana –  Victor Munga Odera: 26-28 / 21-14 / 21-19
- Asnake Getachew Sahilu –  Sanat Michael Souriya Mouanda: 21-12 / 21-11
- Jacob Maliekal –  Solomon Mensah Nyarko: 21-12 / 21-12
- Christopher Paul –  Abel Tome Charles Alicete: 21-13 / 21-13
- Victor Makanju –  Orideetse Thela: 21-5 / 21-8
- Denneshsing Baboolall –  Sisay Tesfaye Atnafe: 21-14 / 21-14
- Jinkan Ifraimu –  Patrick Kinyua: 21-15 / 21-18
- Daniel Aryee –  Pitchou Iyembenze: 21-13 / 21-18
- Juma Muwowo –  Mbongo Dimitri: 13-21 / 21-12 / 21-14
- Adel Hamek –  Ibraimo Mussagy: 21-14 / 21-15
- Enrico James –  Kervin Ghislain: 21-17 / 22-20
- Abdelrahman Kashkal –  Sandra Kroon: 23-21 / 21-19
- Mohamed Abderrahime Belarbi –  Matheri Joseph Githitu: 21-8 / 21-13
- Ola Fagbemi –  Mabo Donald: 21-13 / 21-9
- Gaone Tawana –  Zulficar Mussagy: 21-16 / 15-21 / 21-14
- Joseph Abah Eneojo –  Paul Kopolo: 21-10 / 21-4
- Yoni Dany Louison –  Asnake Getachew Sahilu: 20-22 / 21-13 / 21-9
- Edwin Ekiring –  Ngosa Chongo: 21-17 / 21-17
- Jacob Maliekal –  Christopher Paul: 21-11 / 21-19
- Victor Makanju –  Denneshsing Baboolall: 21-10 / 21-18
- Jinkan Ifraimu –  Daniel Aryee: 21-12 / 22-20
- Juma Muwowo –  Adel Hamek: 21-12 / 21-18
- Abdelrahman Kashkal –  Enrico James: 21-9 / 21-16
- Ola Fagbemi –  Mohamed Abderrahime Belarbi: 21-11 / 21-7
- Joseph Abah Eneojo –  Gaone Tawana: 21-11 / 21-11
- Edwin Ekiring –  Yoni Dany Louison: 21-11 / 21-11
- Jacob Maliekal –  Victor Makanju: 21-18 / 18-21 / 21-17
- Jinkan Ifraimu –  Juma Muwowo: 21-16 / 19-21 / 21-7
- Ola Fagbemi –  Abdelrahman Kashkal: 21-18 / 21-13
- Edwin Ekiring –  Joseph Abah Eneojo: 21-11 / 21-11
- Jacob Maliekal –  Jinkan Ifraimu: 21-17 / 13-21 / 21-18
- Edwin Ekiring –  Ola Fagbemi: 15-21 / 21-13 / 21-16
- Jacob Maliekal –  Edwin Ekiring: 21-15 / 21-14

### Dameneinzel
- Ndiadi Arlette Mbueno –  Shamim Bangi: w.o.
- Yerusksew Legssey Tura –  Louise Lisane Mbas: w.o.
- Grace Gabriel –  Mistre Manyazewal Girma: 21-4 / 21-4
- Kristel Rattik –  Mercy Joseph: 21-8 / 21-12
- Stacey Doubell –  Narcisa Inacio Siyawadya: 21-5 / 21-4
- Fatima Azeez –  Linda Hammond Osei: 21-7 / 21-6
- Danielle Jupiter –  Yunees Kharen Malandhat Maleyckat: 21-8 / 21-5
- Priscilla Pillay-Vinayagam –  Kgalalesto Kegakilwe: 12-21 / 21-19 / 26-24
- Maria Braimoh –  Alisen Camille: 17-21 / 21-18 / 22-20
- Botho Makubate –  Sheila Gakii Njage: 15-21 / 21-17 / 21-16
- Karen Foo Kune –  Stella Koteikai Amasah: 21-7 / 21-14
- Susan Ideh –  Badineila Benedicte Tshilaba: 21-1 / 21-2
- Gifty Mensah –  Suzezte Maria Dias Da Cruz: 21-9 / 21-17
- Lavina Martins –  Marcelle Nina Mackaya: 21-1 / 21-7
- Kerry-Lee Harrington –  Margaret Nankabirwa: 21-19 / 21-11
- Grace Gabriel –  Hadia Hosny: 21-10 / 17-21 / 22-20
- Kristel Rattik –  Ndiadi Arlette Mbueno: 21-1 / 21-2
- Stacey Doubell –  Fatima Azeez: 21-18 / 19-21 / 21-12
- Danielle Jupiter –  Priscilla Pillay-Vinayagam: 17-21 / 23-21 / 21-19
- Maria Braimoh –  Yerusksew Legssey Tura: 21-3 / 21-9
- Karen Foo Kune –  Botho Makubate: 21-15 / 21-13
- Susan Ideh –  Gifty Mensah: 21-9 / 21-12
- Kerry-Lee Harrington –  Lavina Martins: 21-4 / 21-6
- Grace Gabriel –  Kristel Rattik: 21-9 / 21-14
- Stacey Doubell –  Danielle Jupiter: 21-8 / 21-4
- Maria Braimoh –  Karen Foo Kune: 19-21 / 21-16 / 21-15
- Susan Ideh –  Kerry-Lee Harrington: 22-20 / 23-21
- Grace Gabriel –  Stacey Doubell: 21-16 / 21-16
- Susan Ideh –  Maria Braimoh: 21-12 / 19-21 / 21-7
- Susan Ideh –  Grace Gabriel: 21-16 / 21-19

### Herrendoppel
- Juma Muwowo /  Ngosa Chongo –  Paul Kopolo /  Ngonidzashe Mhinda: 23-21 / 21-8
- Solomon Mensah Nyarko /  Sandra Kroon –  Patrick Kinyua /  Matheri Joseph Githitu: 21-18 / 21-15
- Armando Jose Monteiro Inharugue /  Lucio Raul Mize Lampiao –  Bulaya John Kisimba /  Bukasa Harmen Tshibangu: 21-8 / 21-0
- Roelof Dednam /  Enrico James –  Pitchou Iyembenze /  Kelly Jordan Oyou: 21-5 / 21-10
- Dorian James /  Willem Viljoen –  Christopher Paul /  Neeresh Ramtohul: 21-14 / 21-9
- Juma Muwowo /  Ngosa Chongo –  Rafael Calisto Rusa Colatgo Junior /  Zulficar Mussagy: 21-14 / 21-19
- Joseph Abah Eneojo /  Victor Makanju –  Edwin Ekiring /  Wilson Tukire: 27-25 / 17-21 / 21-15
- Solomon Mensah Nyarko /  Sandra Kroon –  Gaone Tawana /  Orideetse Thela: 22-20 / 21-12
- Georgie Cupidon /  Steve Malcouzane –  Armando Jose Monteiro Inharugue /  Lucio Raul Mize Lampiao: 21-10 / 21-7
- Denneshsing Baboolall /  Yoni Dany Louison –  Mohamed Abderrahime Belarbi /  Adel Hamek: 21-13 / 18-21 / 21-11
- Roelof Dednam /  Enrico James –  Mbongo Dimitri /  Sanat Michael Souriya Mouanda: 21-9 / 21-15
- Ola Fagbemi /  Jinkan Ifraimu –  Asnake Getachew Sahilu /  Ermiyas Tamrat Degefe: 21-15 / 21-14
- Dorian James /  Willem Viljoen –  Juma Muwowo /  Ngosa Chongo: 21-6 / 21-9
- Solomon Mensah Nyarko /  Sandra Kroon –  Joseph Abah Eneojo /  Victor Makanju: 21-16 / 21-18
- Georgie Cupidon /  Steve Malcouzane –  Denneshsing Baboolall /  Yoni Dany Louison: 21-16 / 21-19
- Ola Fagbemi /  Jinkan Ifraimu –  Roelof Dednam /  Enrico James: 21-17 / 20-22 / 21-18
- Dorian James /  Willem Viljoen –  Solomon Mensah Nyarko /  Sandra Kroon: 21-7 / 21-13
- Ola Fagbemi /  Jinkan Ifraimu –  Georgie Cupidon /  Steve Malcouzane: 21-16 / 21-10
- Ola Fagbemi /  Jinkan Ifraimu –  Dorian James /  Willem Viljoen: 21-18 / 21-19

### Damendoppel
- Stacey Doubell /  Annari Viljoen –  Kgalalesto Kegakilwe /  Botho Makubate: 21-12 / 21-8
- Yerusksew Legssey Tura /  Mistre Manyazewal Girma –  Marcelle Nina Mackaya /  Yunees Kharen Malandhat Maleyckat: 21-6 / 21-10
- Karen Foo Kune /  Priscilla Pillay-Vinayagam –  Suzezte Maria Dias Da Cruz /  Narcisa Inacio Siyawadya: 21-8 / 21-7
- Sheila Gakii Njage /  Mercy Joseph –  Ndiadi Arlette Mbueno /  Badineila Benedicte Tshilaba: 21-3 / 21-6
- Fatima Azeez /  Grace Daniel –  Kristel Rattik /  Kerry-Lee Harrington: 18-21 / 21-16 / 21-18
- Alisen Camille /  Cynthia Course –  Stella Koteikai Amasah /  Linda Hammond Osei: 21-7 / 21-10
- Stacey Doubell /  Annari Viljoen –  Susan Ideh /  Maria Braimoh: 21-15 / 21-17
- Karen Foo Kune /  Priscilla Pillay-Vinayagam –  Yerusksew Legssey Tura /  Mistre Manyazewal Girma: 21-10 / 21-14
- Fatima Azeez /  Grace Daniel –  Sheila Gakii Njage /  Mercy Joseph: 21-12 / 21-9
- Alisen Camille /  Cynthia Course –  Shamim Bangi /  Margaret Nankabirwa: w.o.
- Stacey Doubell /  Annari Viljoen –  Karen Foo Kune /  Priscilla Pillay-Vinayagam: 21-9 / 21-12
- Alisen Camille /  Cynthia Course –  Fatima Azeez /  Grace Daniel: 24-22 / 21-15
- Stacey Doubell /  Annari Viljoen –  Alisen Camille /  Cynthia Course: 21-18 / 21-15

### Mixed
- Joseph Abah Eneojo /  Grace Gabriel –  Dorian James /  Kristel Rattik: 21-12 / 17-21 / 21-18
- Yoni Dany Louison /  Priscilla Pillay-Vinayagam –  Patrick Kinyua /  Sheila Gakii Njage: 21-15 / 17-21 / 21-16
- Georgie Cupidon /  Alisen Camille –  Bukasa Harmen Tshibangu /  Badineila Benedicte Tshilaba: 21-7 / 21-7
- Enrico James /  Stacey Doubell –  Sandra Kroon /  Linda Hammond Osei: 21-16 / 21-13
- Ibraimo Mussagy /  Suzezte Maria Dias Da Cruz –  Daniel Aryee /  Gifty Mensah: 21-18 / 11-21 / 21-19
- Denneshsing Baboolall /  Karen Foo Kune –  Gaone Tawana /  Kgalalesto Kegakilwe: 21-11 / 21-14
- Ermiyas Tamrat Degefe /  Yerusksew Legssey Tura –  Sanat Michael Souriya Mouanda /  Marcelle Nina Mackaya: 21-9 / 21-10
- Roelof Dednam /  Kerry-Lee Harrington –  Steve Malcouzane /  Cynthia Course: 14-21 / 21-13 / 21-18
- Olorunfemi Elewa /  Tosin Damilola Atolagbe –  Victor Munga Odera /  Mercy Joseph: 21-8 / 21-19
- Solomon Mensah Nyarko /  Stella Koteikai Amasah –  Wilson Tukire /  Margaret Nankabirwa: 13-21 / 21-5 / 21-10
- Willem Viljoen /  Annari Viljoen –  Orideetse Thela /  Botho Makubate: 21-16 / 21-15
- Sisay Tesfaye Atnafe /  Mistre Manyazewal Girma –  Mbongo Dimitri /  Yunees Kharen Malandhat Maleyckat: 21-11 / 21-14
- Ibrahim Adamu /  Grace Daniel –  Kervin Ghislain /  Danielle Jupiter: 21-11 / 21-12
- Matheri Joseph Githitu /  Lavina Martins –  Bulaya John Kisimba /  Ndiadi Arlette Mbueno: 21-5 / 21-1
- Abdelrahman Kashkal /  Hadia Hosny –  Abel Tome Charles Alicete /  Narcisa Inacio Siyawadya: 21-4 / 21-6
- Ola Fagbemi /  Susan Ideh –  Joseph Abah Eneojo /  Grace Gabriel: 21-23 / 21-17 / 21-19
- Georgie Cupidon /  Alisen Camille –  Yoni Dany Louison /  Priscilla Pillay-Vinayagam: 21-8 / 21-15
- Enrico James /  Stacey Doubell –  Ibraimo Mussagy /  Suzezte Maria Dias Da Cruz: 21-16 / 21-10
- Denneshsing Baboolall /  Karen Foo Kune –  Ermiyas Tamrat Degefe /  Yerusksew Legssey Tura: 21-11 / 21-17
- Roelof Dednam /  Kerry-Lee Harrington –  Olorunfemi Elewa /  Tosin Damilola Atolagbe: 15-21 / 23-21 / 21-16
- Willem Viljoen /  Annari Viljoen –  Solomon Mensah Nyarko /  Stella Koteikai Amasah: 21-14 / 21-11
- Ibrahim Adamu /  Grace Daniel –  Sisay Tesfaye Atnafe /  Mistre Manyazewal Girma: 21-9 / 21-11
- Abdelrahman Kashkal /  Hadia Hosny –  Matheri Joseph Githitu /  Lavina Martins: 21-13 / 21-12
- Georgie Cupidon /  Alisen Camille –  Ola Fagbemi /  Susan Ideh: 15-21 / 21-11 / 21-18
- Enrico James /  Stacey Doubell –  Denneshsing Baboolall /  Karen Foo Kune: 21-17 / 21-7
- Willem Viljoen /  Annari Viljoen –  Roelof Dednam /  Kerry-Lee Harrington: 21-17 / 21-15
- Ibrahim Adamu /  Grace Daniel –  Abdelrahman Kashkal /  Hadia Hosny: 21-17 / 21-19
- Georgie Cupidon /  Alisen Camille –  Enrico James /  Stacey Doubell: 21-19 / 21-15
- Willem Viljoen /  Annari Viljoen –  Ibrahim Adamu /  Grace Daniel: 21-10 / 21-11
- Willem Viljoen /  Annari Viljoen –  Georgie Cupidon /  Alisen Camille: 22-20 / 9-21 / 21-16

## Medaillenspiegel
| Rang  | Land       | Gold | Silber | Bronze | Gesamt |
| ----- | ---------- | ---- | ------ | ------ | ------ |
| 1     | Südafrika  | 3    | 2      | 2      | 7      |
| 2     | Nigeria    | 3    | 1      | 5      | 9      |
| 3     | Seychellen | 0    | 2      | 2      | 4      |
| 4     | Uganda     | 0    | 1      | 0      | 1      |
| 5     | Ghana      | 0    | 0      | 1      | 1      |
| 5     | Mauritius  | 0    | 0      | 2      | 2      |
| Total | Total      | 6    | 6      | 12     | 24     |